# Jerónimo de Ruão
Jerónimo de Ruão (Coimbra, 1530 — Lisboa, 1601) foi um arquiteto classicista do renascimento português.

## Biografia

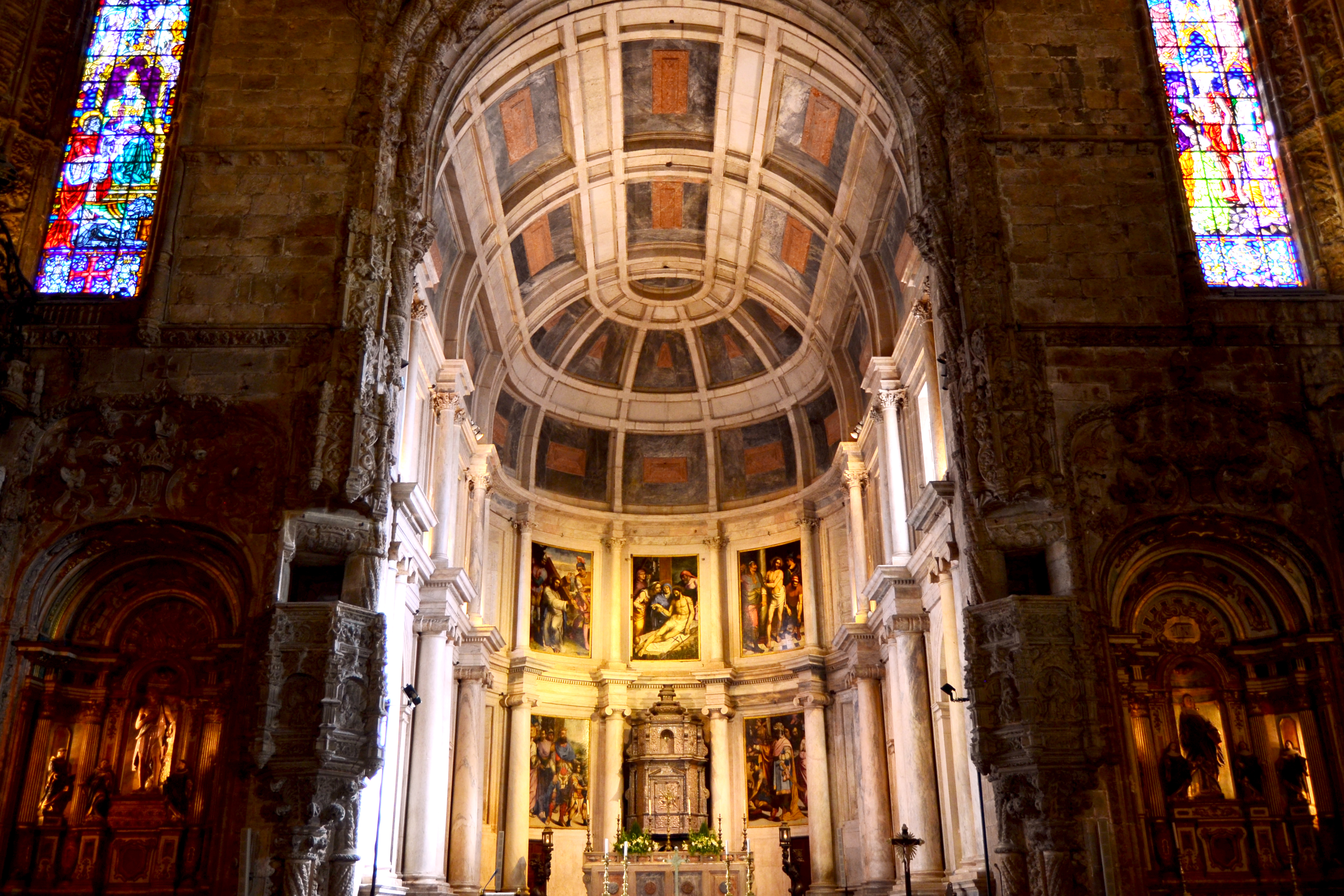
Capela-mor do Mosteiro de Santa Maria de Belém

Filho do escultor e arquiteto João de Ruão, Jerónimo de Ruão assumiu, a partir de 1563 e até à data da sua morte, o cargo de mestre-de-obras no Mosteiro dos Jerónimos, sendo o responsável pela sua conclusão. Com este arquiteto termina o crescimento do Mosteiro, numa época de escassos recursos que levou o rei D. Sebastião a restringir as despesas da fazenda régia à construção de fortalezas.
Deve-se a Jerónimo de Ruão a traça da nova capela-mor do mosteiro – mandada construir por D. Catarina, regente do reino entre 1557 e 1562 –, de cariz maneirista, formalmente contrastante com o resto do edifício, em estilo manuelino. Foi ainda autor do arranjo interno do transepto, concluído postumamente segundo o seu desenho (Rafael Moreira), e de um conjunto de outros elementos desaparecidos no século XIX (jardim do claustro principal; varanda com fonte na extremidade do dormitório; pátio à esquerda da portaria; galerias do pequeno claustro jónico).
É ainda de sua autoria a Igreja de Nossa Senhora da Luz, em Lisboa. Projetado em 1575 (terminado em 1596), este vasto templo maneirista foi quase totalmente destruído pelo terramoto de 1755, restando da edificação quinhentista apenas a capela-mor e o transepto.